# Apariția
Apariția (The Apparition) este un film thriller de groază supranatural americano-german din 2012. Este scris și regizat de Todd Lincoln. Cu actorii Ashley Greene, Sebastian Stan, Tom Felton, Julianna Guill și Rick Gomez. 

## Distribuție
- Ashley Greene - Kelly
- Sebastian Stan - Ben
- Tom Felton - Patrick
- Julianna Guill - Lydia
- Rick Gomez - Mike
- Luke Pasqualino - Greg
- Anna Clark - Maggie
- Tim Williams - Office Executive
- Marti Matulis - Apparition
- John Grady - Apparition
- Suzanne Ford - Mrs. Henley

## Legături externe
- Site web oficial
- Apariția la Internet Movie Database
- Apariția la Rotten Tomatoes
- Apariția la Box Office Mojo
- Apariția la Metacritic